# Buhwil
Buhwil (già Scherersbuhwil; toponimo tedesco) è una frazione del comune svizzero di Kradolf-Schönenberg, nel Canton Turgovia (distretto di Weinfelden).

## Storia

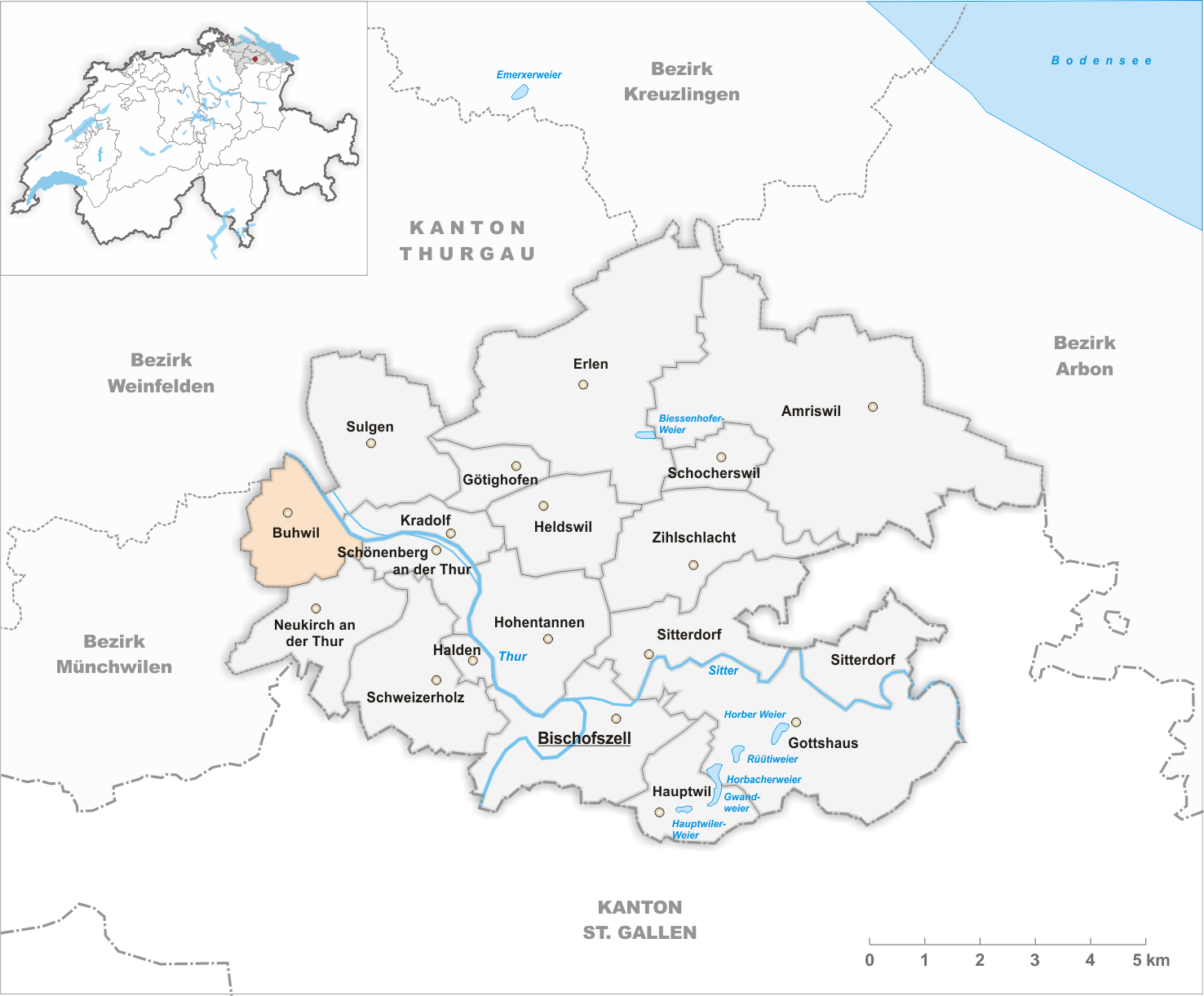
Il territorio del comune di Buhwil prima degli accorpamenti comunali del 1996

Già comune autonomo (Ortsgemeinde) che apparteneva al distretto di Bischofszell e che comprendeva anche le frazioni di Anstettenbuhwil (o Niederbuhwil), Scherersbuhwil (od Oberbuhwil), Hard-Buhwil, Bötschismühle, Hinterbach e Hintermühle, nel 1996 è stato aggregato agli altri comuni soppressi di Kradolf, Neukirch an der Thur e Schönenberg an der Thur per formare il nuovo comune di Kradolf-Schönenberg.

## Monumenti e luoghi d'interesse

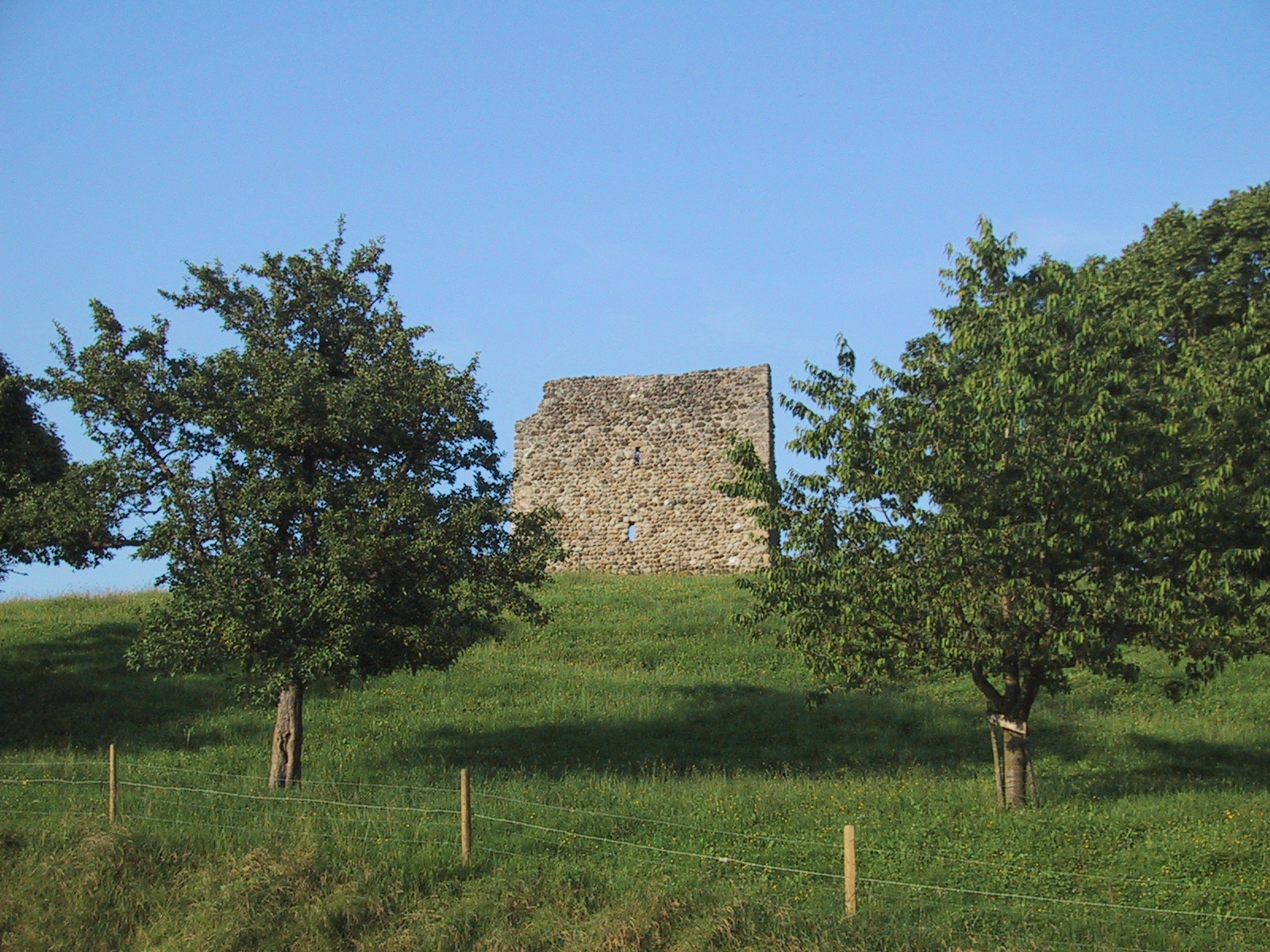
La rocca di Anwil

- Rovine della rocca di Anwil, attestata dal 1463[1].

## Società

### Evoluzione demografica
L'evoluzione demografica è riportata nella seguente tabella:
Abitanti censiti

## Amministrazione
Ogni famiglia originaria del luogo fa parte del cosiddetto comune patriziale e ha la responsabilità della manutenzione di ogni bene ricadente all'interno dei confini della frazione.